# Алиреза Фагани
Алиреза Фагани (перс. عليرضا فغانى; Кашмар, 21. март 1978) ирански је фудбалски судија. На Фифином списку међународних судија налази се од 2008. године. Суди на утакмицама Про лиге Персијског залива а од 2019. и на утакмицама А лиге Аустралије. Судио је финале АФК Лиге шампиона 2014, Азијског купа и Светског клупског првенства 2015. као и финале фудбалског турнира на Олимпијским играма 2016. године. Био је један од арбитара који су судили на Светском првенству 2018. и 2022. године.

## Утакмице

### Светско првенство
| Светско првенство 2018 — Русија | Светско првенство 2018 — Русија | Светско првенство 2018 — Русија | Светско првенство 2018 — Русија |
| Датум                           | Утакмица                        | Домаћин                         | Коло                            |
| ------------------------------- | ------------------------------- | ------------------------------- | ------------------------------- |
| 17. јун 2018.                   | Немачка— Мексико                | Москва                          | Групна фаза                     |
| 27. јун 2018.                   | Србија— Бразил                  | Москва                          | Групна фаза                     |
| 30. јун 2018.                   | Француска— Аргентина            | Казањ                           | Осмина финала                   |
| 14. јул 2018.                   | Белгија— Енглеска               | Санкт Петербург                 | Утакмица за треће место         |

| Светско првенство 2022 — Катар | Светско првенство 2022 — Катар | Светско првенство 2022 — Катар | Светско првенство 2022 — Катар |
| Датум                          | Утакмица                       | Домаћин                        | Коло                           |
| ------------------------------ | ------------------------------ | ------------------------------ | ------------------------------ |
| 24. новембар 2022.             | Бразил— Србија                 | Лусаил                         | Групна фаза                    |
| 28. новембар 2022.             | Португалија— Уругвај           | Лусаил                         | Групна фаза                    |

### Куп конфедерација
| Куп конфедерација 2017 — Русија | Куп конфедерација 2017 — Русија | Куп конфедерација 2017 — Русија | Куп конфедерација 2017 — Русија |
| Датум                           | Утакмица                        | Домаћин                         | Коло                            |
| ------------------------------- | ------------------------------- | ------------------------------- | ------------------------------- |
| 22. јун 2017.                   | Немачка— Чиле                   | Казањ                           | Групна фаза                     |
| 27. јун 2017.                   | Португалија— Чиле               | Казањ                           | Полуфинале                      |

### Олимпијске игре
| Олимпијске игре 2018 — Рио де Жанеиро | Олимпијске игре 2018 — Рио де Жанеиро | Олимпијске игре 2018 — Рио де Жанеиро | Олимпијске игре 2018 — Рио де Жанеиро |
| Датум                                 | Утакмица                              | Домаћин                               | Коло                                  |
| ------------------------------------- | ------------------------------------- | ------------------------------------- | ------------------------------------- |
| 4. август 2016.                       | Немачка— Мексико                      | Салвадор                              | Групна фаза                           |
| 10. август 2016.                      | Данска— Бразил                        | Салвадор                              | Групна фаза                           |
| 20. август 2016.                      | Немачка— Бразил                       | Рио де Жанеиро                        | Утакмица за златну медаљу             |

### АФК Азијски куп
| АФК Азијски куп 2015 — Аустралија | АФК Азијски куп 2015 — Аустралија | АФК Азијски куп 2015 — Аустралија | АФК Азијски куп 2015 — Аустралија |
| Датум                             | Утакмица                          | Домаћин                           | Коло                              |
| --------------------------------- | --------------------------------- | --------------------------------- | --------------------------------- |
| 10. јануар 2015.                  | Саудијска Арабија— Кина           | Бризбејн                          | Групна фаза                       |
| 13. јануар 2015.                  | Кувајт— Јужна Кореја              | Канбера                           | Групна фаза                       |
| 16. јануар 2015.                  | Ирак— Јапан                       | Бризбејн                          | Групна фаза                       |
| 23. јануар 2015.                  | Јапан— УАЕ                        | Сиднеј                            | Четвртфинале                      |
| 31. јануар 2015.                  | Јужна Кореја— Аустралија          | Сиднеј                            | Финале                            |

| АФК Азијски куп 2019 — Уједињени Арапски Емирати | АФК Азијски куп 2019 — Уједињени Арапски Емирати | АФК Азијски куп 2019 — Уједињени Арапски Емирати | АФК Азијски куп 2019 — Уједињени Арапски Емирати |
| Датум                                            | Утакмица                                         | Домаћин                                          | Коло                                             |
| ------------------------------------------------ | ------------------------------------------------ | ------------------------------------------------ | ------------------------------------------------ |
| 9. јануар 2019.                                  | Јапан— Туркменистан                              | Абу Даби                                         | Групна фаза                                      |
| 20. јануар 2019.                                 | Јордан— Вијетнам                                 | Дубаи                                            | Осмина финала                                    |

### Светско клупско првенство
| Светско клупско првенство 2013 — Мароко | Светско клупско првенство 2013 — Мароко | Светско клупско првенство 2013 — Мароко | Светско клупско првенство 2013 — Мароко |
| Датум                                   | Утакмица                                | Домаћин                                 | Коло                                    |
| --------------------------------------- | --------------------------------------- | --------------------------------------- | --------------------------------------- |
| 14. децембар 2013.                      | Раџа Казабланка — Монтереј              | Агадир                                  | Четвртфинале                            |
| 21. децембар 2013.                      | Гуангџоу — Атлетико Минеиро             | Маракеш                                 | Утакмица за треће место                 |

| Светско клупско првенство 2015 — Јапан | Светско клупско првенство 2015 — Јапан | Светско клупско првенство 2015 — Јапан | Светско клупско првенство 2015 — Јапан |
| Датум                                  | Утакмица                               | Домаћин                                | Коло                                   |
| -------------------------------------- | -------------------------------------- | -------------------------------------- | -------------------------------------- |
| 16. децембар 2015.                     | Америка — ТП Мазембе                   | Осака                                  | Утакмица за пето место                 |
| 20. децембар 2015.                     | Ривер Плејт — Барселона                | Јокохама                               | Финале                                 |